# سمفونية كورالية

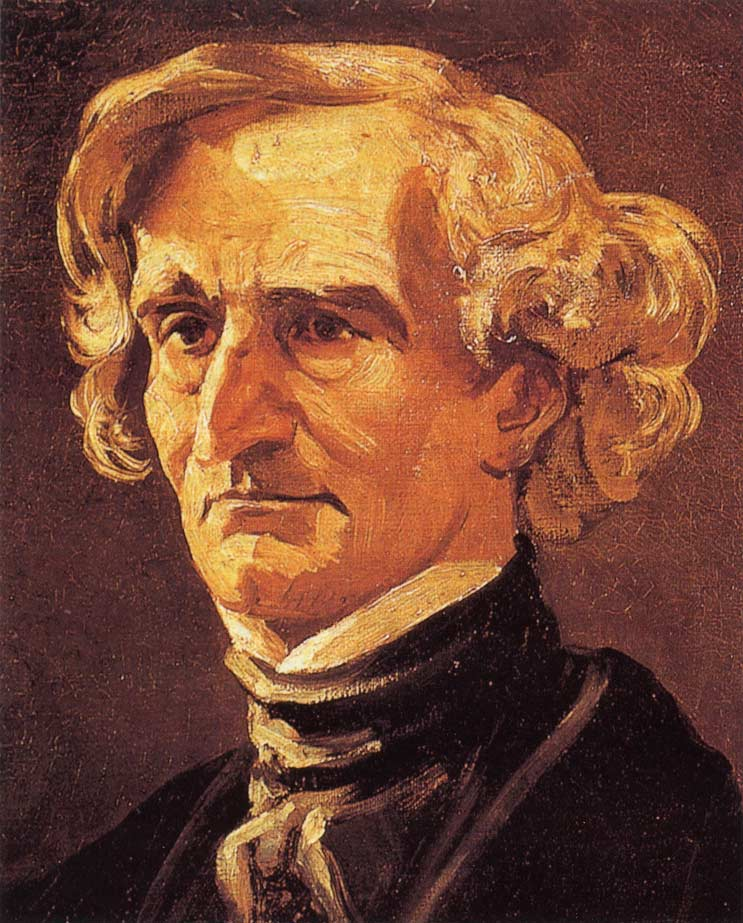

السمفونية الكورالية هي تأليف موسيقي للأوركسترا والجوقة (الكورال) وأحيانًا للمغنيين المنفردين الذين يتقيدون بشكل واسع، في أعمالهم الداخلية وهندستهم الموسيقية الشاملة، بالشكل الموسيقي السمفوني. صاغ هيكتور بيرليوز مصطلح «السمفونية الكورالية» في هذا السياق عندما وصف سمفونية روميو وجولييت بهذا الاسم في مقدمتها المكونة من خمس فقرات. السمفونية الكورالية السالفة بشكل مباشر هي السمفونية التاسعة لودفيج فان بيتهوفن. تتضمن سمفونية بيتهوفن التاسعة جزءًا من قصيدة «نشيد الفرح» لفريدريك شيلر، وقد غُنيت من قِبل مغنيين منفردين وجوقة في الحركة الأخيرة. إنها أول مثال على استخدام رئيسي للصوت البشري في سمفونية بنفس مستوى الآلات الموسيقية.
تبع عدد قليل من مؤلفي القرن التاسع عشر، لا سيما فيليكس مندلسون وفرانز ليزت، بيتهوفن في تأليف أعمال الكورال السمفونية. أُلِفت أعمال بارزة من هذا النوع في القرن العشرين من قبل جوستاف مالر وإيجور سترافينسكي ورالف فوغان ويليامز وبنجامين بريتن ودميتري شوستاكوفيتش، من بين آخرين. شهدت السنوات الأخيرة من القرن العشرين وبداية القرن الحادي والعشرين العديد من الأعمال الجديدة من هذا النوع، من بينها مؤلفات بيتر ماكسويل ديفيز وتان دون وفيليب جلاس وهانس فيرنر هينز وكرزيستوف بينديريكي وويليام بولكوم وروبرت ستراسبورغ. 
يشير مصطلح «السمفونية الكورالية» إلى نية المؤلف في أن يكون العمل سمفونيًا، حتى مع تضمين عناصر سردية أو درامية تنبع من الكلمات. لتحقيق هذه الغاية، غالبًا ما يتم التعامل مع الكلمات بشكل سمفوني لتحقيق غايات غير سردية، من خلال استخدام التكرار المتواتر للكلمات والعبارات المهمة، ونقل أو إعادة ترتيب أو حذف فقرات من النص المحدد. غالبًا ما يحدد النص المخطط الأساسي للسمفونية، في حين أن دور الأوركسترا في نقل الأفكار الموسيقية مشابه في الأهمية لدور الجوقة والمغنين المنفردين. حتى مع التركيز السمفوني، غالبًا ما تتأثر السمفونية الكورالية في الشكل والمضمون الموسيقي بسرد خارجي، حتى في الأجزاء التي لا يوجد فيها غناء.

## نظرة تاريخية

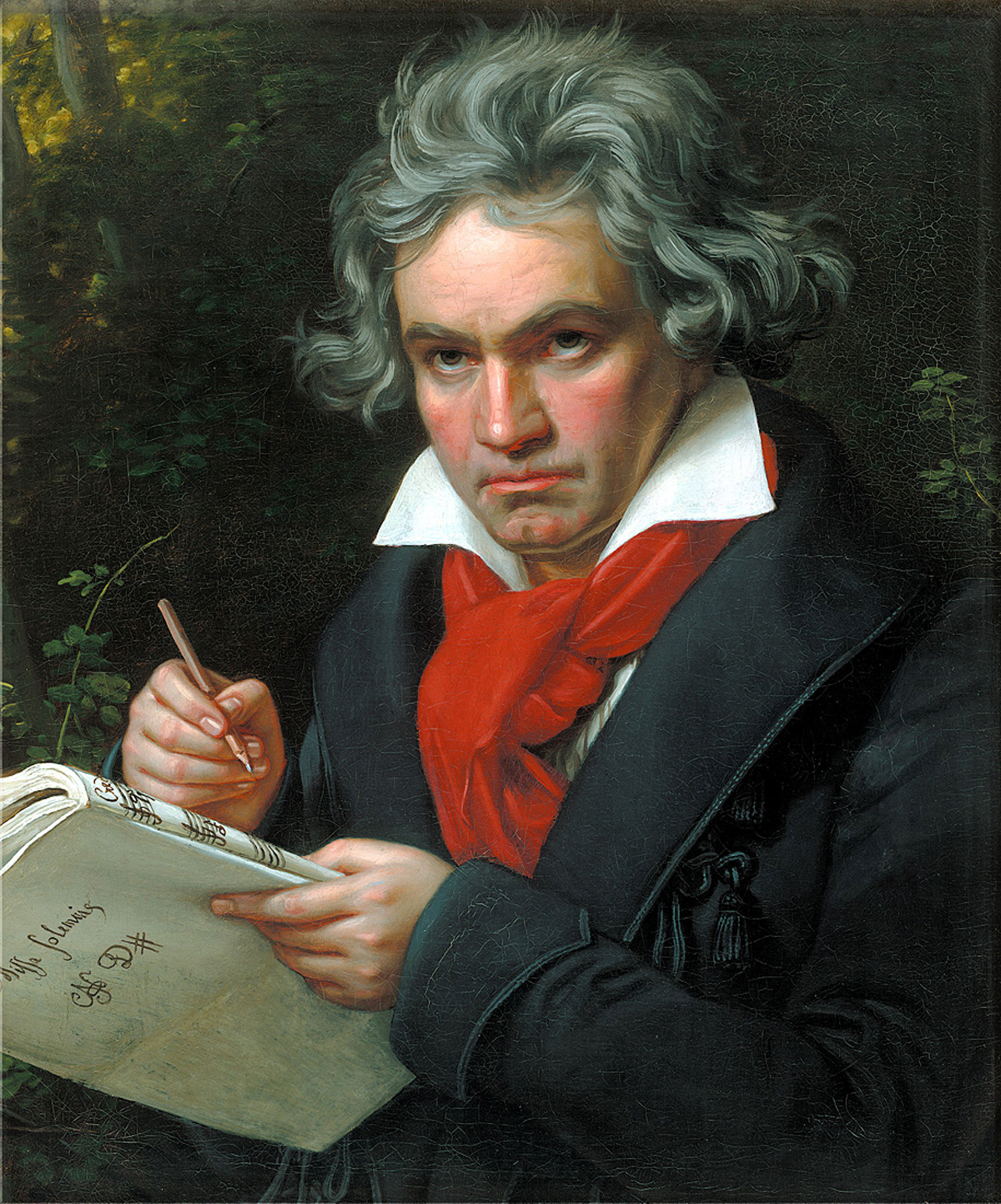
لودفيج فان بيتهوفن أعاد تعريف أسلوب السيمفونية (أسلوب التأليف الموسيقي للفرق الموسيقية الكبيرة) من خلال إدخال الكلمات والأصوات في سيمفونيته التاسعة.

كانت السمفونية قد أثبتت نفسها بحلول نهاية القرن الثامن عشر كأرقى أنواع المؤلفات الموسيقية. في حين طُورت السمفونية بكثافة كبيرة خلال ذلك القرن وظهرت في مجموعة واسعة من المناسبات، فقد استُخدمت بشكل عام كعمل افتتاحي أو ختامي؛ فيما عُرض بين الافتتاح والختام أعمال تضم عازفين ومغنين منفردين. بسبب افتقارها إلى نص مكتوب مركزي، كان يُنظر إليها كوسيلة للترفيه وليس لإيصال الأفكار الاجتماعية أو الأخلاقية أو الفكرية. مع نمو حجم السمفونية وأهميتها الفنية، جزئيًا بفضل جهود هايدن وموزارت وبيتهوفن، اكتسبت أيضًا مكانةً أكبر. حدث تغيير متزامن في النظرة تجاه الموسيقى الآلية بشكل عام، وأصبح الافتقار إلى النص، الذي كان يُنظر إليه كعيب، أمرًا مميزًا. 
في عام 1824، أعاد بيتهوفن تعريف نوع السمفونية من خلال سمفونيتة التاسعة عن طريق إدخال النص والصوت في نوع من المؤلفات المخصصة سابقًا للآلات الموسيقي فقط. أثار قيامه بذلك نقاشًا حول مستقبل السمفونية نفسها. أظهر استخدام بيتهوفن للكلمات، وفقًا لريتشارد فاجنر، «حدود موسيقى الآلات البحتة» وأكد على «نهاية السمفونية كنوع رئيسي». لم يكن المؤلفون الآخرون متأكدين من كيفية المضي قدمًا - سواء عن طريق تقليد السمفونية التاسعة من خلال تأليف سمفونيات مع نهايات كورالية، أو من خلال تطوير السمفونية باستخدام الآلات الموسيقية فقط. في النهاية، كتب عالم الموسيقى مارك إيفان بوندز، كان يُنظر إلى السمفونية على أنها «دراما كونية شاملة تتخطى عالم الصوت وحده». 
قام بعض المؤلفين بمحاكاة نموذج بيتهوفن وتوسيعه. أظهر بيرليوز في سمفونيته الكورالية روميو وجولييت مقاربة جديدة للطبيعة الملحمية للسمفونية، إذ استخدم الأصوات لدمج الموسيقى والسرد ولكنه استخدم الأوركسترا فحسب في اللحظات الحاسمة للسرد. كتب بوندز أن بيرليوز أوضح بذلك للمؤلفين اللاحقين «مناهج جديدة للتعامل مع الميتافيزيقية في عالم السمفونية». ألف مندلسون سمفونية لوبجسانغ كعمل يشمل جوقة ومغنين منفردين وأوركسترا. قام بتسميتها «سمفوني كانتاتا»، وقام بتوسيع خاتمة الجوقة لتشمل تسع حركات من خلال تضمين أقسام لمغنين منفردين وأقسام سردية (رسيتاتيف) وأقسام للجوقة؛ هذا جعل الجزء الصوتي أطول من الأقسام الأوركسترالية البحتة الثلاثة التي سبقته. ألف ليزت سمفونياتان كوراليتان، مستخدمًا في الحركات المتعددة نفس الممارسات التركيبية والأهداف التصويرية التي استخدمها في قصائده السمفونية.
بعد ليزت، أبقى مالر على إرث بيتهوفن في سمفونياته الأولى، فيما وصفها بوندز «بسعيها للخاتمة المثالية». لتحقيق هذه الغاية، استخدم مالر جوقة ومغنين منفردين في ختام سمفونيتة الثانية، سمفونية «البعث». في سمفونيتة الثالثة، ألف خاتمة موسيقية آلية بحتة بعد حركتين صوتيتين، وفي سمفونيتة الرابعة تقوم مغنية سوبرانو منفردة بالغناء في الخاتمة. بعد تأليف سمفونياته الخامسة والسادسة والسابعة باستخدام آلات موسيقية بحتة، عاد مالر إلى سياق «احتفالية المهرجان السمفوني» في سمفونية الثامنة، والتي تدمج النص في جميع أجزاء العمل الموسيقي. بعد مالر، أصبحت السمفونية الكورالية نوعًا أكثر شيوعًا، إذ أخذت عددًا من المنعطفات التأليفية أثناء ذلك. اتبع بعض المؤلفين، مثل بريتن ورشمانينوف وشوستاكوفيتش وفوغان ويليامز، الشكل السمفوني بصرامة. بينما اختار آخرون، مثل هافيرغال بريان وألفريد شنيتكي وكارول زيمانوفسكي، إما توسيع الشكل السمفوني أو استخدام تراكيب سمفونية مختلفة تمامًا. 
طوال تاريخ السمفونية الكورالية، أُلفت هذه الأعمال الموسيقية لمناسبات خاصة. من أقدمها كانت سمفونية لوبجسانغ الخاصة بمندلسون، بتكليف من مدينة لايبزيغ عام 1840 للاحتفال بالذكرى الأربعمئة لاختراع يوهانس جوتنبرج لتقنية الحرف المتحرك. بعد أكثر من قرن، ألف هنريك جوريكي سمفونيتة الثانية، بعنوان «كوبرنيكان»، في عام 1973 بتكليف من مؤسسة كوسيوسكو في نيويورك للاحتفال بالذكرى الخمسمئة لولادة الفلكي نيكولاس كوبرنيكوس. بين هذين العملين، في عام 1930، طلب قائد الأوركسترا سيرج كوسفيتزكي من سترافينسكي تأليف سمفونية سفر المزامير للاحتفال بالذكرى الخمسين لتاسيس أوركسترا بوسطن السمفونية، وفي عام 1946، قام الملحن هنري بارود، رئيس الإذاعة والتلفزيون الفرنسي، بتكليف داريوس ميلود لتأليف سمفونيتة الثالثة بعنوان «تي ديوم» لإحياء ذكرى نهاية الحرب العالمية الثانية. 
في السنوات الأخيرة من القرن العشرين والسنوات الأولى من القرن الحادي والعشرين، جرى تأليف المزيد من هذه السمفونيات الكورالية. ألف كريستوف بندريكي سمفونيتة السابعة للاحتفال بالألفية الثالثة لمدينة القدس. ألف تان دون سمفونية 1997: بشرية السماء والأرض احتفالًا بذكرى نقل السيادة على هونغ كونغ في ذلك العام إلى جمهورية الصين الشعبية. ألف فيليب جلاس سمفونيتة الخامسة كواحدة من عدة مؤلفات كُلفت للاحتفال ببداية القرن الحادي والعشرين. ألف بول سبايسر سمفونيته الكورالية، التذكر غير المنتهي (2014، كُتب نص من قِبل إيوان تايت) للاحتفال بالذكرى المئوية لاندلاع الحرب العالمية الأولى، في حين ألف جيك رونيستاد سمفونية أحلام الشهداء (2013) باستخدام نصوص الشاعر الأمريكي المخضرم برايان تيرنر لاستحضار تجربة خدمة الجنود الأمريكيين في حرب العراق.